# Pteris grandifolia
Pteris grandifolia är en kantbräkenväxtart som beskrevs av Carolus Linnaeus. Pteris grandifolia ingår i släktet Pteris och familjen Pteridaceae. Inga underarter finns listade.